# Einar Gausel
Einar Gausel (ur. 30 listopada 1963) – norweski szachista, arcymistrz od 1995 roku.

## Kariera szachowa
Od początku lat 90. należy do ścisłej czołówki norweskich szachistów. Trzykrotnie (1992, 1996, 2001) zdobył tytuł mistrza Norwegii, siedmiokrotnie (1988, 1990, 1992, 1996, 2002, 2006) wystąpił w narodowej drużynie na szachowych olimpiadach (w tym dwa razy na I szachownicy) oraz dwukrotnie (1989, 1992) w drużynowych mistrzostwach Europy. W roku 1995 otrzymał, jako trzeci w historii (po Simenie Agdesteine i Jonathanie Tisdallu) zawodnik norweski, tytuł arcymistrza.
Odniósł wiele sukcesów w międzynarodowych turniejach, m.in. wielokrotnie zwyciężył bądź podzielił I miejsca w Gausdal (1990, 1992, 1995, 1997). Poza tym, w roku 1995 triumfował w kołowym turnieju w Aars, w 1997 podzielił I miejsce (wraz z Peterem Heine Nielsenem i Michaiłem Rytszagowem) w Askerze, w 1998 był jednym z czterech zwycięzców otwartego turnieju w Hoogeveen, a w 2001 r. podzielił I miejsce (wspólnie z Władimirem Czuczełowem) w Cappelle-la-Grande.
Najwyższy ranking w karierze osiągnął 1 stycznia 1998 r., z wynikiem 2555 punktów zajmował wówczas 2. miejsce (za Simenem Agdesteinem) wśród norweskich szachistów.
Jest redaktorem szachowej komuny w norweskim dzienniku Dagbladet.